# Cinque Terre
Se denomina  Cinque Terre (en español, "Cinco Tierras") a una porción de costa formada por cinco pueblos en la provincia de La Spezia, bañada por el mar de Liguria en Liguria (Italia). 
Cinque Terre abarca desde Punta Mesco hasta Punta di Montenero, y comprende los pueblos de Monterosso, Vernazza, Corniglia, Manarola y Riomaggiore.
Esta región, gracias a sus características geográficas, constituye uno de los principales atractivos de la riviera lígure. Su origen es un contexto orográfico muy particular, que da origen a un paisaje montañoso constituido por distintos estratos o "terrazas" que descienden hacia el mar con una fuerte pendiente. La mano del hombre, a lo largo de los siglos, ha modelado el terreno sin alterar el delicado equilibrio ecológico, utilizando esas terrazas en declive para desarrollar una particular técnica agrícola destinada a aprovechar todo lo posible la disposición del terreno. 
En 1997, a instancias de la Provincia de La Spezia, las Cinque Terre, junto con Portovenere y las islas de Palmaria, Tino y Tinetto, fueron declaradas Patrimonio de la Humanidad de la Unesco. Cinque Terre y Portovenere está recogidas con el código 826-001. En 1999 se creó también el Parco Nazionale delle Cinque Terre ("Parque Nacional de las Cinco Tierras").

## Las Cinco Tierras

### Monterosso

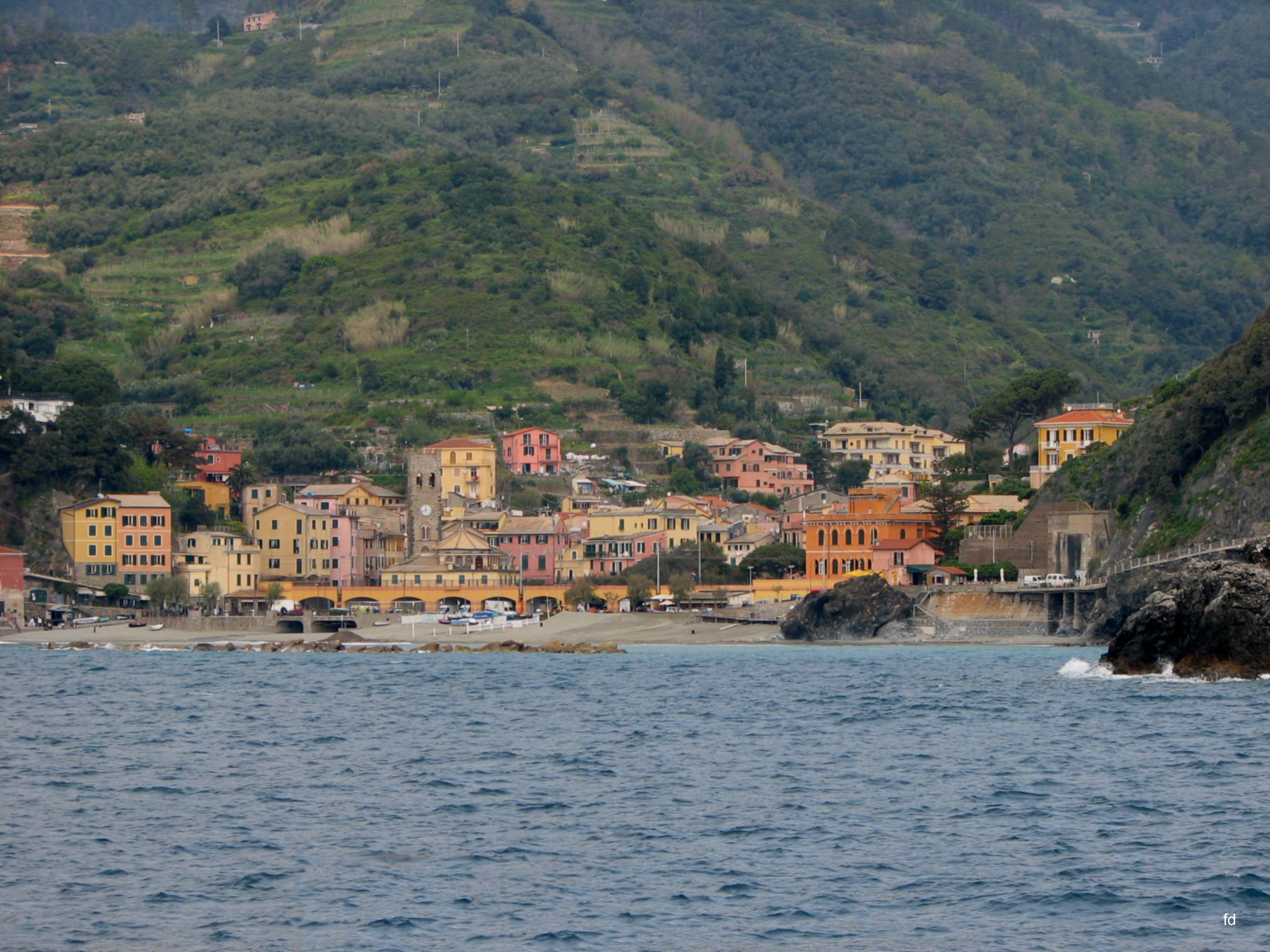
Monterosso al Mare

Monterosso al Mare es la más occidental y la más poblada de las Cinco Tierras. En ella se encuentran también las playas más extensas de la región. Monterosso se sitúa en el centro de un pequeño golfo natural, protegido por una modesta escollera artificial.

### Vernazza

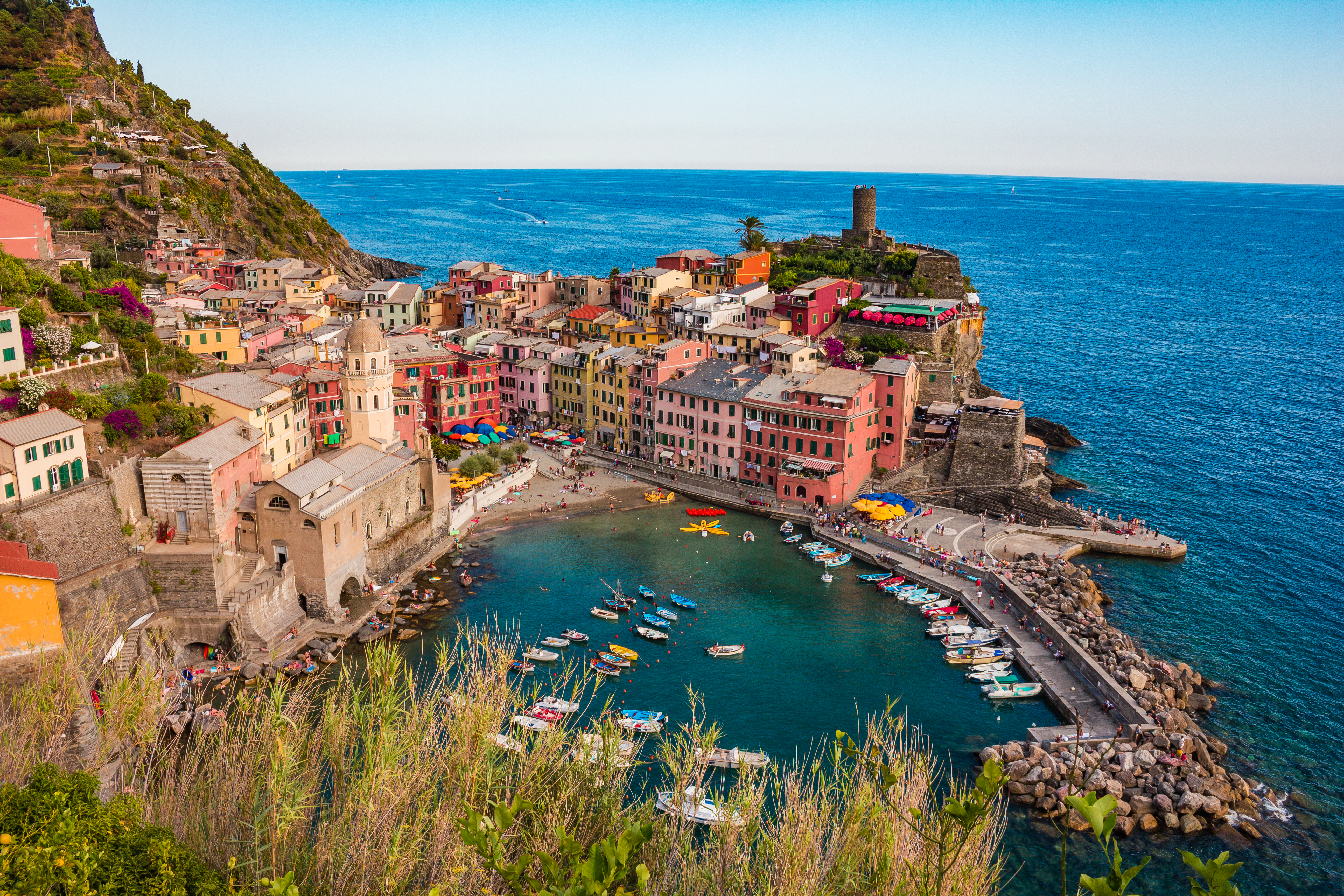
Vernazza

Es, tras Monterosso, el segundo pueblo más occidental de las Cinque Terre. Se sitúa sobre un pequeño promontorio y se inclina hacia el mar, y es solamente accesible por una carretera que desciende desde la carretera provincial.
Se cree que el nombre de Vernazza deriva del adjetivo latino verna, es decir, "local, indígena", pero también es posible que el nombre provenga del producto más conocido del pueblo, la vernaccia, una modalidad local de vino. 
Su pequeño puerto garantiza un lugar seguro, en una ensenada natural que permite el atraque de barcos pequeños y medianos.

### Corniglia

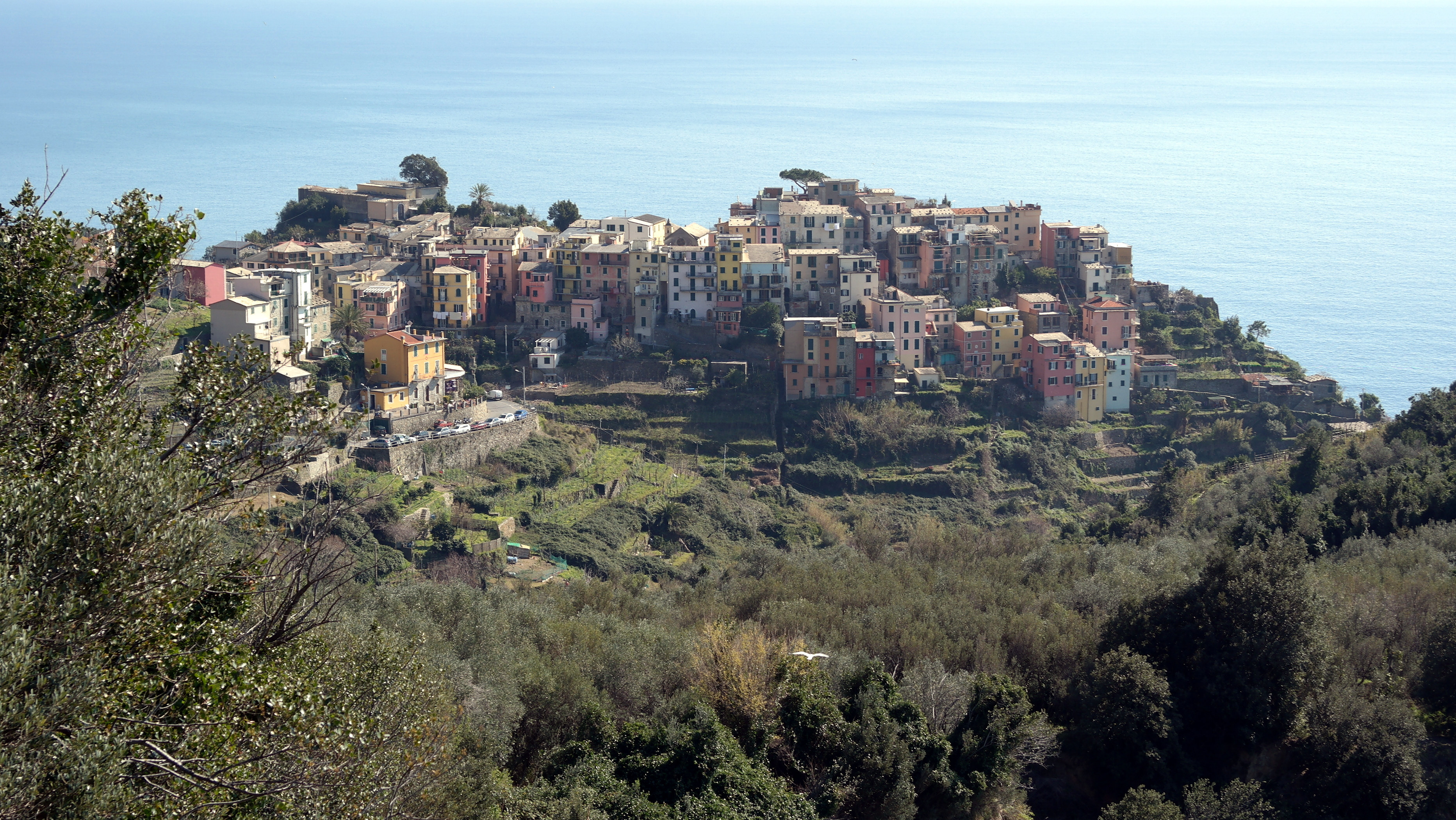
Corniglia

Corniglia se sitúa en el centro de las Cinque Terre, y es el más pequeño de las cinco. Se diferencia del resto de los pueblos de la región en que es el único que no se conecta directamente con el mar, sino que se sitúa sobre un promontorio de unos cien metros, circundado por viñedos distribuidos en las características terrazas en el lado que mira hacia el mar.
Para acceder a Corniglia es necesario ascender una larga escalinata conocida como Lardarina, compuesta por 33 tramos y un total de 382 escalones, o bien recorrer la carretera que la conecta con la estación de tren. Además, Corniglia está unida a Vernazza por un sugerente paseo a medio camino entre el mar y la montaña.

### Manarola

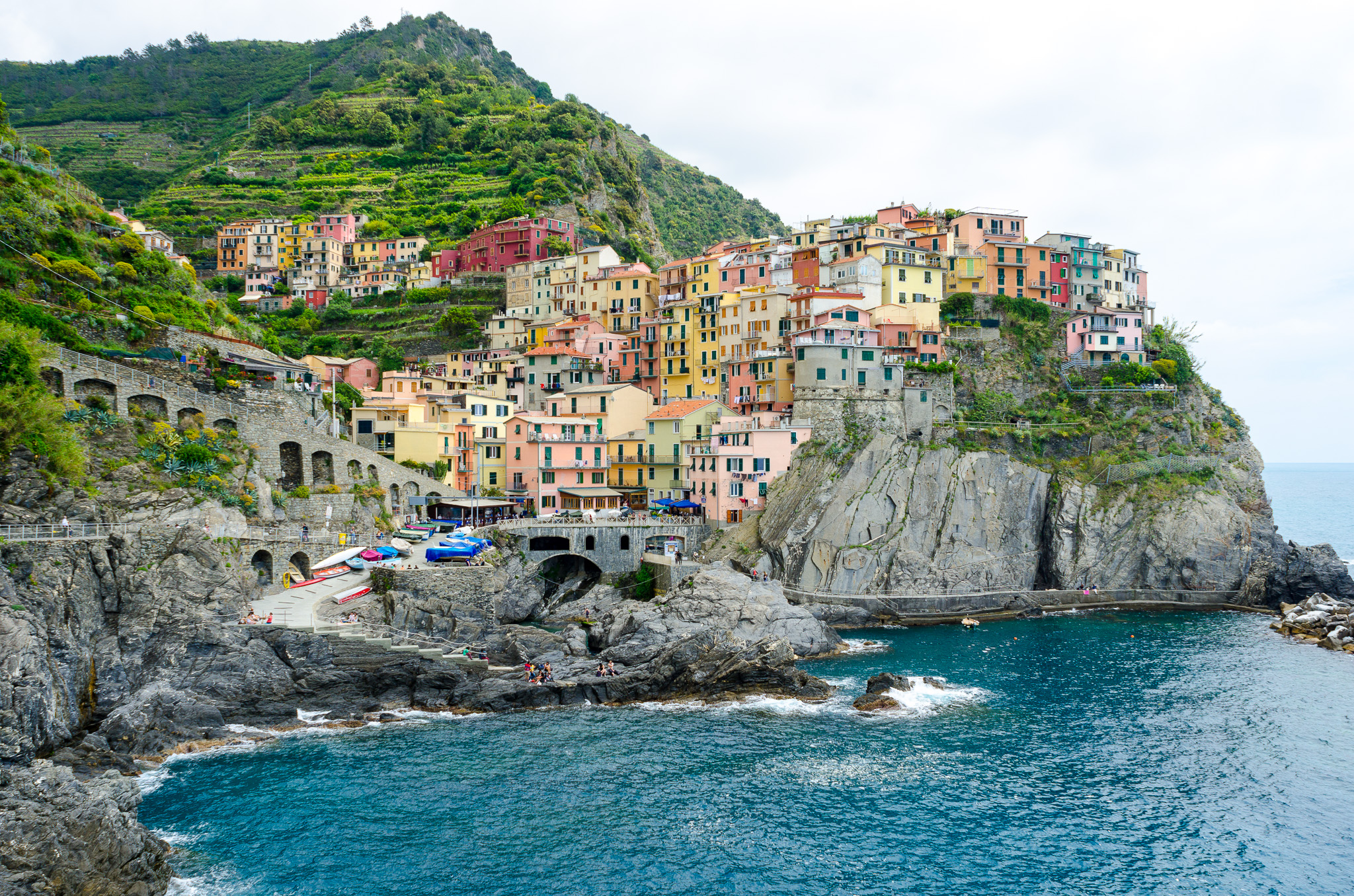
Manarola

Manarola, al igual que los demás pueblos de las Cinque Terre, se encuentra situada entre el Mar de Liguria y la cadena montañosa que se separa de los Apeninos y desciende en dirección sureste, los Alpes Apuanos. Situado en una colina, el pueblo de Manarola se extiende por el valle, encerrada entre dos espolones rocosos, y desciende hacia el mar hasta albergar un pequeño puerto. Manarola es el segundo pueblo más pequeño de las Cinque Terre, después de Corniglia.
Este pueblo se sitúa en el último tramo del río Groppo. Las casas se agrupan una junto a otra a lo largo de la vía principal, la Via di Mezzo, que a su vez sigue el curso del agua.

### Riomaggiore

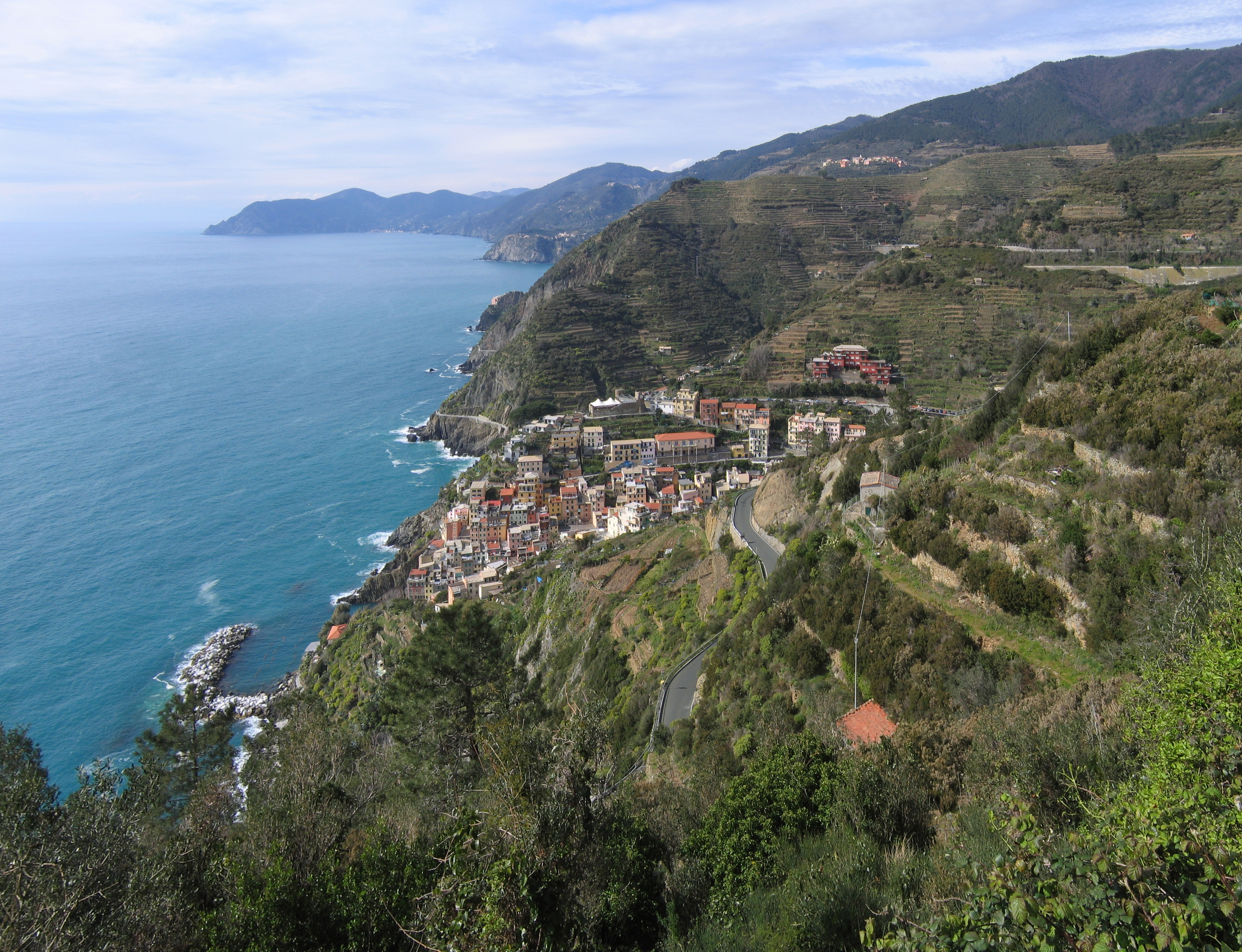
Riomaggiore

Riomaggiore es la más oriental de las Cinco Tierras. El centro histórico, cuyo núcleo original data del siglo XIII, se sitúa en el valle del Rio Maggiore, el antiguo Rivus Major del cual toma su nombre el pueblo.
Las casas se distribuyen en distintos niveles paralelos que siguen el abrupto recorrido del río. El nuevo barrio de la Stazione, llamado así por haberse desarrollado en el siglo XIX tras la llegada de la línea férrea, se sitúa en cambio en el valle formado por el Río Finale (Rufinàu), así denominado por señalar, en una época, los límites de las tierras de Riomaggiore y los de Manarola.